# Padmini Kolhapure
Padmini Kolhapure (née le 1er novembre 1963) est une actrice et chanteuse indienne, apparue principalement dans les films hindi. Au cours de sa carrière, elle a reçu deux Filmfare Awards et était l'une des actrices les populaires des années 1980.
Kolhapure, à l'âge de quinze ans, a remporté le Filmfare Award de la meilleure actrice dans un second rôle le drame Insaf Ka Tarazu (1981), et à l'âge de dix-sept ans, a remporté le Filmfare Award de la meilleure actrice (1983), devenant ainsi la deuxième actrice à remporter des prix dans 2 catégories respectives.

## Biographie

### Famille
Padmini Kolhapure est la deuxième des trois filles de Pandharinath Kolhapure, un musicien professionnel, et de son épouse Nirupama Kolhapure. Les 3 filles deviendront actrices de Bollywood.
Sa sœur aînée est l'ancienne actrice Shivangi Kapoor, épouse de l'acteur Shakti Kapoor. Cette sœur est la mère de l'actrice à succès Shraddha Kapoor et de l'acteur Siddhanth Kapoor (en). Et, la plus jeune sœur de Padmini est l'actrice Tejaswini Kolhapure (en).
La famille a pris le nom de famille Kolhapure parce qu'ils venaient de la ville de Kolhapur. La mère de Padmini, Nirupama Kolhapure, est née dans une famille de caste Brahmane Konkani de Mangalore dans le Karnataka. Le père de Padmini, Pandharinath Kolhapure, était un chanteur et un joueur de Vînâ. Il était le fils de Pandit Krishnarao Kolhapur, et de Pandharinath, le demi-frère de l'acteur marathi Deenanath Mangeshkar (en)
Pendant le tournage du film Aisa Pyar Kahan, Padmini rencontre Pradeep Sharma, le producteur du film, et se sont mariés en 1986. Ils ont un fils nommé Priyank Sharma.

## Filmographie sélective
| Année | Film                       | Rôle                                | Détails                      |
| ----- | -------------------------- | ----------------------------------- | ---------------------------- |
| 1974  | Ek Khiladi Bawan Patte     |                                     | Rôle d'enfant                |
| 1975  | Ishq Ishq Ishq             |                                     | Rôle d'enfant                |
| 1976  | Zindagi                    | Guddu N. Shukla                     | Rôle d'enfant                |
| 1977  | Dream Girl                 | Petite orpheline                    | Rôle d'enfant                |
| 1978  | Saajan Bina Suhagan        | Bulbul Chopra                       |                              |
| 1978  | Satyam Shivam Sundaram     | Jeune Rupa                          |                              |
| 1980  | Thodisi Bewafaii           | Meenu                               |                              |
| 1980  | Gehrayee                   | Uma                                 |                              |
| 1980  | Insaaf Ka Tarazu           | Arzu                                |                              |
| 1981  | Ahista Ahista              | Chandra                             |                              |
| 1981  | Zamaane Ko Dikhana Hai     | Seema                               |                              |
| 1982  | Prem Rog                   | Manorama (Rama)                     |                              |
| 1982  | Vidhaata                   | Durga                               |                              |
| 1982  | Star                       | Parvati                             |                              |
| 1983  | Lovers                     | Mary                                |                              |
| 1983  | Pyaar Jhukta Nahin         | Preeti B. Pratap / Preeti A. Khanna |                              |
| 1983  | Mazdoor                    | Meena D. Saxena / Meena A. Mathur   |                              |
| 1983  | Souten                     | Radha                               |                              |
| 1983  | Woh Saat Din               | Maya                                |                              |
| 1984  | Yeh Ishq Nahin Aasaan      | Salma Mirza                         |                              |
| 1985  | Aaj Ka Daur                | Durga Agnihotri                     |                              |
| 1985  | Rahi Badal Gaye            | Sangeeta                            |                              |
| 1985  | Pyari Behna                | Mangla                              |                              |
| 1985  | Insaaf Main Karoonga       | Pinky                               |                              |
| 1986  | Anubhav                    | Gauri                               |                              |
| 1986  | Swarag Se Sunder           | Lalita Choudhury                    |                              |
| 1986  | Aisa Pyaar Kahan           | Pooja                               |                              |
| 1986  | Muddat                     | Kalpana                             |                              |
| 1986  | Kirayadar                  | Jaya Abhyankar                      |                              |
| 1986  | Pyar Kiya Hai Pyar Karenge | Usha                                |                              |
| 1986  | Preeti                     | Preeti                              |                              |
| 1987  | Jhanjhaar                  | Pushpa                              |                              |
| 1987  | Pyar Ke Kabil              | Sangeeta A. Kapoor                  |                              |
| 1987  | Dadagiri                   | Barkha Singh                        |                              |
| 1987  | Sadak Chhap                | Anju                                |                              |
| 1987  | Hawalaat                   | Geeta                               |                              |
| 1988  | Hum Intezaar Karenge       | Manisha V. Anand                    |                              |
| 1988  | Sagar Sangam               | Radha                               |                              |
| 1989  | Dana Paani                 | Chanda                              |                              |
| 1989  | Touhean                    | Sansani / Sandhya                   |                              |
| 1989  | Dataa                      | Sonabhai                            |                              |
| 1990  | Aag Ka Dariya              |                                     |                              |
| 1991  | Qurbani Rang Layegi        | Basanti                             |                              |
| 1993  | Professor Ki Padosan       | Menaka Khanna                       |                              |
| 1999  | Rockford                   |                                     | Aussi en tant que producteur |
| 2003  | Chimani Pakhar             |                                     | Film en marathi              |
| 2005  | Manthan                    | Anjali Deshpande                    | Film en marathi              |
| 2005  | Souten: The Other Woman    | Smita S. Singh                      |                              |
| 2006  | Eight: The Power of Shani  | Radha S. Rai                        |                              |
| 2009  | Bolo Raam                  | Archana Kaushik                     |                              |
| 2012  | Karmayogi                  | Mankamma                            | Film en malayalam            |
| 2012  | Mai                        | Madhu                               |                              |
| 2013  | Phata Poster Nikla Hero    | Mrs. Rao                            |                              |
| 2013  | Fille                      |                                     |                              |
| 2013  | Dhuaan                     |                                     |                              |
| 2015  | Karbonn                    | Gayatri                             |                              |
| 2015  | Bachpan Ek Dhokha          |                                     |                              |